# Keith Davies (cầu thủ bóng đá)
Edward Keith Davies (sinh ngày 19 tháng 2 năm 1934) là một cầu thủ bóng đá người Anh, thi đấu ở vị trí tiền đạo tầm xa ở Football League cho Tranmere Rovers.